# Бялик, Хаим Нахман
Хаим Нахман (Хаим Иосифович) Бялик (ивр. חיים נחמן ביאליק‎; 6 (18) января 1873, Ивница, Житомирский уезд, Волынская губерния, Российская империя — 4 июля 1934, Вена) — еврейский поэт и прозаик, классик современной поэзии на иврите (писал в ашкеназской фонетической традиции), автор поэзии на идише.

## Биография
Родился 6 января (по старому стилю) 1873 года в местечке Ивница Житомирского уезда в семье лесника Ицика-Йосефа Янкель-Мойшевича Бялика (1828 — после 1884) и Дины-Привы Бялик (1833—?). У него были старший брат Шефтель (1862) и сестра Хеня-Идес (1871), а также младшая сестра Блюма (20 января 1875 года). С 1880 по 1890 год жил с родителями в доме деда — Янкеля-Мойше Гершковича Бялика (1810—?), толкователя Талмуда, и его жены Роси (1814—?) в Житомире на Московской улице, дом 61. Рос любознательным, рано начал читать религиозную литературу, в том числе и каббалистические тексты, но также интересовался светскими науками. Около двух лет учился в Воложинской иешиве. В 17 лет уехал в Одессу в надежде издать свои стихи. Полгода прожил в нищете, но после знакомства с Равницким, которому понравилось стихотворение Бялика «К ласточке», начал публиковаться и был принят в литературную среду Одессы.
В 1893 году, после смерти деда, возвратился в Житомир, где женился на Мане, дочери богатого лесопромышленника Шейваха Авербуха. Вероятно, изначально это был брак по расчёту, а не по любви, но потом между ними появились подлинные чувства (брак, однако, оказался бездетным по причине бесплодия Бялика). Вместе с тестем начал вести предпринимательскую деятельность (работал у него приказчиком), занимаясь при этом и литературным творчеством, но через несколько лет окончательно переехал в Одессу. Здесь стал одним из соучредителей издательства «Мория» (закрытого советскими властями в 1921 году).
В 1902 году вышел первый сборник стихов Бялика.
Сочинённая в 1904 году, после кишинёвского погрома 1903 года, поэма «Сказание о погроме» («В городе резни») сделала его одним из наиболее известных еврейских поэтов своего времени. Во время посещения Кишинёва, где он расследовал обстоятельства погрома, Бялик влюбился в художницу и литератора Иру Ян (1869—1919), ставшую его новой музой. В 1905 году они вновь встретились в Варшаве. Ира Ян в то время активно занималась иллюстрированием произведений современной идишской литературы и среди прочего стала первым иллюстратором книг Бялика на русском языке. Также она первой перевела на русский две его поэмы — «Мертвецы пустыни» и «Огненный свиток». Их роман вспыхнул с новой силой, в результате чего Бялик посвятил Ире целый цикл любовной лирики.
Бялик участвовал в Сионистских конгрессах 1907 и 1913 годов.
Летом 1921 года принял гражданство Белорусской народной республики (в паспорте на его имя было указано, что Х.-Н. Бялик, постоянно живущий в Одессе, родился в Слониме Гродненской губернии). В том же 1921 году по ходатайству А. М. Горького, с личного разрешения В. И. Ленина, Бялик переехал в Берлин, а в 1924 году — в Тель-Авив. В 1934 году поехал лечиться в Вену, но после неудачной операции скончался 4 июля 1934 года. Похоронен в Тель-Авиве при огромном стечении народа.
Мужем сестры Мани Авербух был Я. Б. Гамарник, таким образом Бялик и Гамарник приходились друг другу свояками. Сразу после смерти Бялика его вдова Маня передала муниципалитету Тель-Авива ключи от их дома с тем, чтобы его превратили в музей покойного мужа. Сама она поселилась в небольшой квартирке, предоставленной ей мэрией на тель-авивской улице Мелчетт.

## Творчество
Бялик переводил на иврит произведения Шекспира, Сервантеса, Шиллера. На стихи Бялика были написаны романсы (автор — А. Крейн) и песни. В 1933 и 1934 гг. был номинирован И. Л. Клаузнером на Нобелевскую премию по литературе.
Творчество Бялика повлияло на всю еврейскую поэзию XX века, включая работы самобытных Лейзера Гринберга и Натана Альтермана. Поэзией Бялика восхищались Максим Горький, Владимир Маяковский, Владислав Ходасевич и Александр Блок.

## Переводы

### Переводы на русский язык

На даче в Одессе, 1918

4 стихотворения Пер. C. Липкина // Библиотека всемирной литературы. Том 102. Поэзия народов СССР 19 — начала 20 веков (в разделе «Из еврейских поэтов») (страницы 322—332). Москва, издательство «Художественная литература», 1977
- Сказание о погроме / Пер. с евр. и предисл. В. Жаботинского. — Одесса: Кадима, 1906. — IV, 5—16 с.
- Огненная хартия; Мёртвые пустыни: Поэмы / Пер. и предисл. Иры Ян. СПб.: Современная мысль, [1910]. — 92, [1] с.
- Песни и поэмы / Авториз. пер. с евр. и введ. Вл. Жаботинского. СПб.: тип. Акц. общ. типографск. дела, 1911. — 206, [2] с.
  - Изд. 2-е, доп. С портр. авт. СПб.: тип. Акц. общ. типографск. дела («Герольд»), 1912. — 220, [4] с.
  - Изд. 3-е, доп. С портр. авт. СПб.: С. Д. Зальцман, 1914. — 222, [2] с.
  - Изд. 4-е, [перепеч. с 3-го без перемен]. С портр. авт. Пг.: С. Д. Зальцман, 1917. — 222, [2] с.
  - Изд. 6-е, доп. С портр. автора. Берлин: С. Д. Зальцман, 1922. — 222, [1] с.
- Рассказы / Авториз. пер. с евр. М.: Сафрут, 1918. — 266, [1] с.
  - Изд. 3-е. Берлин: С. Д. Зальцман, 1922. — 220 с.
- Рассказы / Авториз. пер. с евр. Д. Выгодского. Пг.-М.: «Петроград», тип. им. первопечатника Фёдорова [в Пг.], 1923. — 212, [1] с.
- Стихи и поэмы / Пер. Вл. Жаботинский [и др.]; [Вступит. статьи Э. З. и М. Горького]. [Тель-Авив]: Двир, [1964]. — XV, 144 с.
- Песни и поэмы / Пер. В. Жаботинского; С прил. переводов В. Иванова и др. СПб.: ЭЗРО, 1995. — 203 с.

Бялик переведен и переводится на большинство европейских языков. Переводом Бялика занимались русские поэты Валерий Брюсов, Федор Сологуб, Вячеслав Иванов и др. Лучшим переводом является русский, сделанный Владимиром Жаботинским при участии самого автора.

### Переводы на белорусский язык
- Хаім-Нахман Бялік. Заблуканая зорка. Пер. Р. Бородулина // ARCHE Пачатак. — 2000. — № 3 (8) (бел.),
- Хаім-Нахман Бялік. Выбраная паэзія. Пер. с иврита Р. Бородулина и идиш Л. Барщевского. Минск: издатель Змитер Колас, 2017 (белор.).

## Генеалогическое древо Х. Бялика
В интернете можно найти сайт, содержащий данные о членах семьи Х. Бялика. На данный момент количество родственников поэта превышает 600 человек.

## Память
В Израиле ежегодно присуждается литературная премия имени Бялика. Среди награждённых — Йегошуа Тан-Пай, Зрубавел Гилад, Хаим Гури, Натан Йонатан и др. В память поэта назван город. Практически в каждом городе Израиля есть улица его имени. В Тель-Авиве на одноимённой улице в доме № 22 существует дом-музей Бялика.
На родине Бялика, которую он называл «родимый мой край, колыбельная пристань», сохранился домик его деда (в Житомире, на улице Московской, 61).
По инициативе Хаима Бялика было дано название одному из старейших и почитаемых в мире технических институтов Израиля — Техниону.
В Израиле выпущена банкнота с его изображением и почтовая марка (1959 г.)

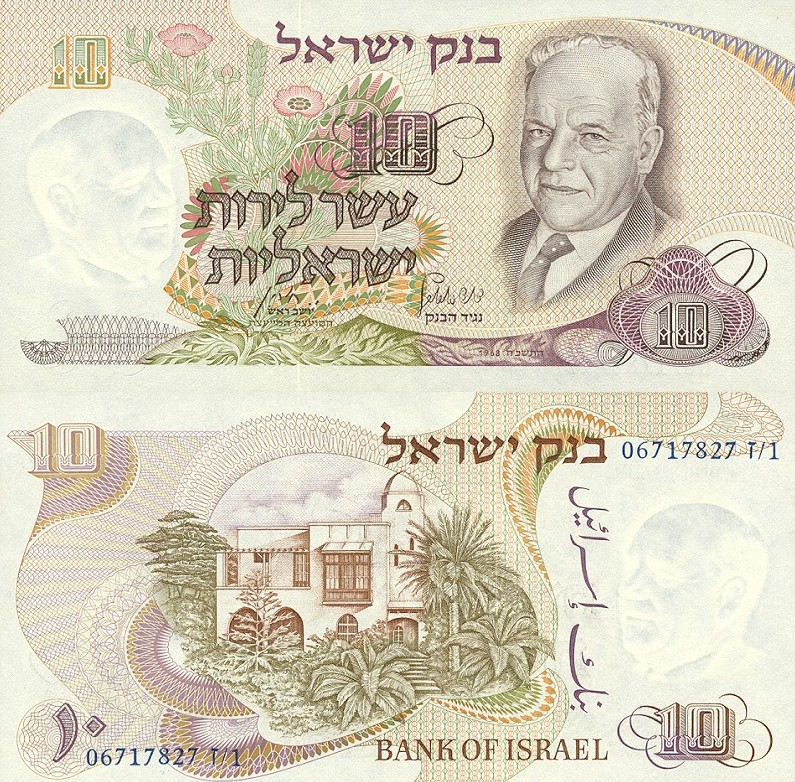
Банкнота достоинством 10 лир 1968 года выпуска, посвящённая Хаиму Нахману Бялику
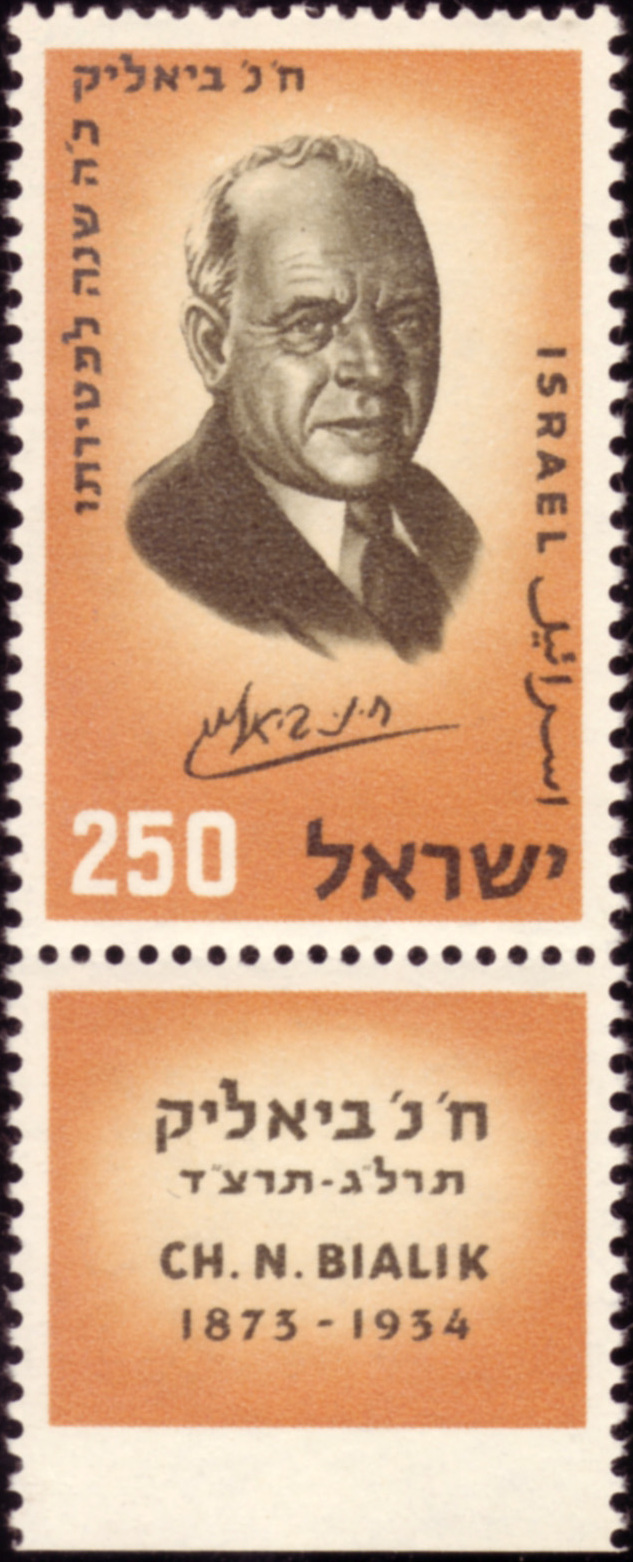
Почтовая марка Израиля, посвящённая 25-летию со дня смерти Хаима Нахмана Бялика
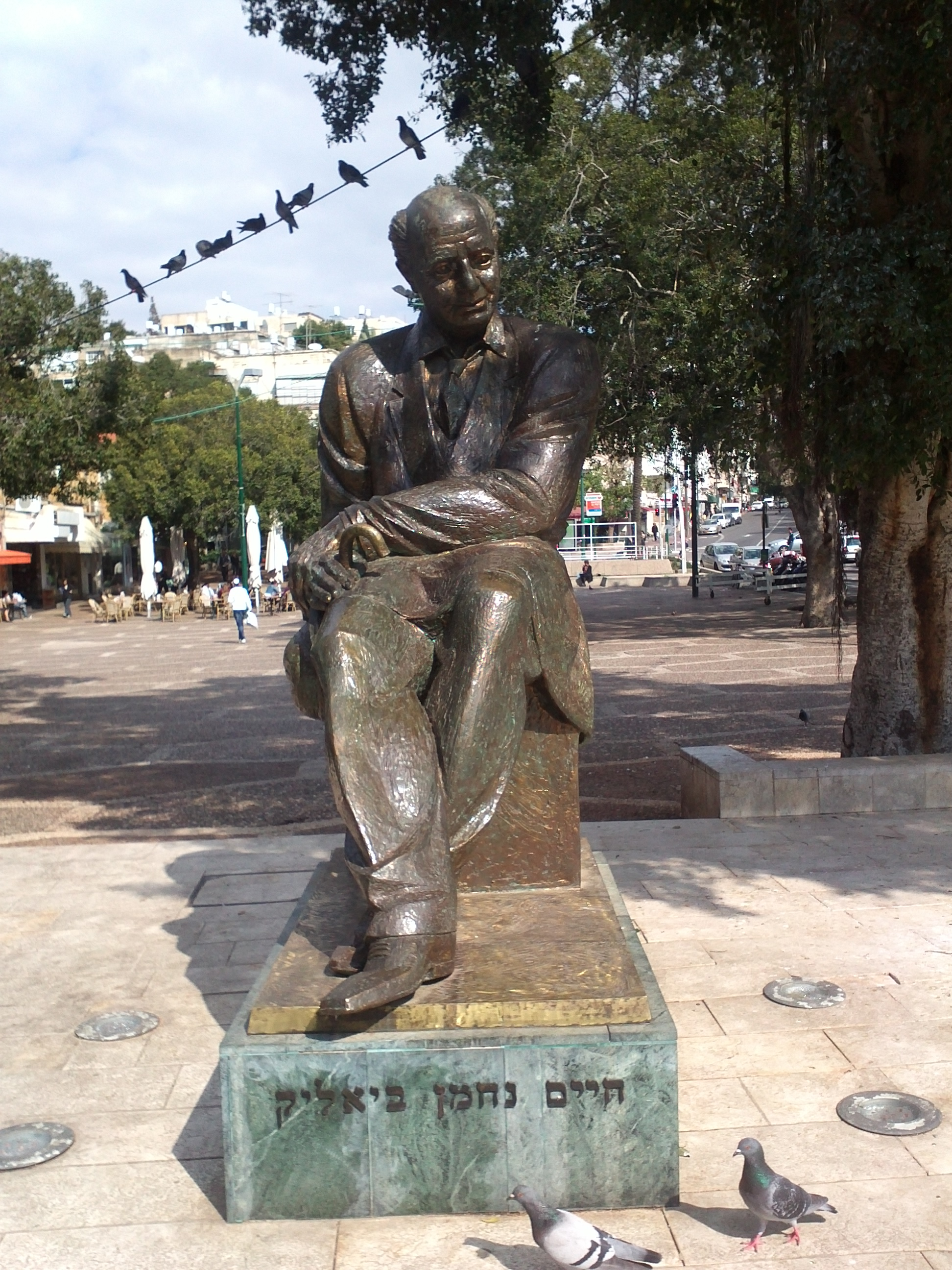
Памятник Бялику в Рамат-Гане